# All Out (All Elite Wrestling)
All Out è un evento in pay-per-view di wrestling organizzato annualmente dalla All Elite Wrestling a partire dal 2019.

## Edizioni
| Edizione        | Data             | Città           | Main event                            |
| --------------- | ---------------- | --------------- | ------------------------------------- |
| 2019 (Dettagli) | 31 agosto 2019   | Hoffman Estates | Adam Page vs. Chris Jericho           |
| 2020 (Dettagli) | 5 settembre 2020 | Jacksonville    | Jon Moxley vs. Maxwell Jacob Friedman |
| 2021 (Dettagli) | 5 settembre 2021 | Hoffman Estates | Christian Cage vs. Kenny Omega        |
| 2022 (Dettagli) | 4 settembre 2022 | Hoffman Estates | CM Punk vs. Jon Moxley                |
| 2023 (Dettagli) | 3 settembre 2023 | Chicago         | Orange Cassidy vs. Jon Moxley         |
| 2024 (Dettagli) | 7 settembre 2024 | Hoffman Estates | Swerve Strickland vs. Adam Page       |